# 주머니하늘다람쥐속
주머니하늘다람쥐속(Petaurus)은 주머니하늘다람쥐과에 속하는 유대류 속의 하나이다. 오스트레일리아와 뉴기니섬의 토착종으로 유대하늘다람쥐 등 6종으로 이루어져 있다.

## 하위 종
- 북부주머니하늘다람쥐 (Petaurus abidi)
- 큰유대하늘다람쥐 (Petaurus australis)
- 비악유대하늘다람쥐 또는 비악주머니하늘다람쥐 (Petaurus biacensis)
- 유대하늘다람쥐 (Petaurus breviceps)
- 마호가니유대하늘다람쥐 (Petaurus gracilis)
- 다람쥐유대하늘다람쥐 (Petaurus norfolcensis)